# Cupa ATP 2021
Cupa ATP 2021 a fost a doua ediție a Cupei ATP, un turneu de tenis internațional jucat pe terenuri cu suprafață dură, în aer liber, organizat de Asociația Profesioniștilor din Tenis (ATP). A avut loc cu 12 echipe la Melbourne Park din Australia, în perioada 2-7 februarie 2021.
Inițial trebuia să aibă loc cu 24 de echipe la Brisbane, Perth și Sydney, în perioada 1-10 ianuarie 2021, dar a fost modificat din cauza pandemiei COVID-19.
După un caz de COVID-19 la un hotel de carantină al turneului, toate meciurile programate pentru 4 februarie au fost suspendate.
Campioana ediției trecute, echipa Serbiei, a fost eliminată în faza grupelor. Rusia a câștigat turneul, învingând Italia cu 2-0 în finală.

## Puncte de clasare ATP
| Tip    | Poz.jucătorului în clasament | Rundă          | Puncte pe victorie vs. clasamentul adversarului | Puncte pe victorie vs. clasamentul adversarului | Puncte pe victorie vs. clasamentul adversarului | Puncte pe victorie vs. clasamentul adversarului | Puncte pe victorie vs. clasamentul adversarului | Puncte pe victorie vs. clasamentul adversarului |          |
| Tip    | Poz.jucătorului în clasament | Rundă          | Nr. 1–10                                        | Nr. 11–20                                       | Nr. 21–30                                       | Nr. 31–50                                       | Nr. 51–100                                      | No. 101–250                                     | No. 251+ |
| ------ | ---------------------------- | -------------- | ----------------------------------------------- | ----------------------------------------------- | ----------------------------------------------- | ----------------------------------------------- | ----------------------------------------------- | ----------------------------------------------- | -------- |
| Simplu | Nr. 1–250                    | Finală         | 220                                             | 180                                             | 140                                             | 100                                             | 75                                              | 45                                              | 30       |
| Simplu | Nr. 1–250                    | Semifinale     | 150                                             | 130                                             | 100                                             | 70                                              | 45                                              | 30                                              | 20       |
| Simplu | Nr. 1–250                    | Etapa grupelor | 75                                              | 65                                              | 50                                              | 35                                              | 25                                              | 20                                              | 15       |
| Simplu | Nr. 251+                     | Finală         | 55                                              | 55                                              | 55                                              | 55                                              | 55                                              | 45                                              | 30       |
| Simplu | Nr. 251+                     | Semifinale     | 45                                              | 45                                              | 45                                              | 45                                              | 45                                              | 30                                              | 20       |
| Simplu | Nr. 251+                     | Etapa grupelor | 25                                              | 25                                              | 25                                              | 25                                              | 25                                              | 15                                              | 10       |
| Dublu  | Orice                        | Finală         | 100                                             | 100                                             | 100                                             | 100                                             | 100                                             | 100                                             | 100      |
| Dublu  | Orice                        | Semifinale     | 75                                              | 75                                              | 75                                              | 75                                              | 75                                              | 75                                              | 75       |
| Dublu  | Orice                        | Etapa grupelor | 50                                              | 50                                              | 50                                              | 50                                              | 50                                              | 50                                              | 50       |

- Maximum 500 de puncte pentru jucătorul de simplu neînvins, 250 de puncte pentru dublu.[7]

## Participanți
11 țări s-au calificat pe baza poziției ocupate în clasamentul mondial din 4 ianuarie 2021 de cel mai bun jucător al fiecărei țări. Țara gazdă Australia a primit un wild card. Elveția a fost retrasă ca țară calificată după ce Roger Federer s-a retras din eveniment, din cauza unei leziuni la genunchi.
| #       | Țară      | Jucător nr.1       | Poz     | Jucător nr.2          | Poz | Jucător nr.3        | Jucător nr.4             | Căpitan               |
| ------- | --------- | ------------------ | ------- | --------------------- | --- | ------------------- | ------------------------ | --------------------- |
| 1       | Serbia    | Novak Djokovic     | 1       | Dušan Lajović         | 26  | Filip Krajinović    | Nikola Ćaćić             | Viktor Troicki        |
| 2       | Spania    | Rafael Nadal       | 2       | Roberto Bautista Agut | 13  | Pablo Carreño Busta | Marcel Granollers        | Pepe Vendrell         |
| 3       | Austria   | Dominic Thiem      | 3       | Dennis Novak          | 100 | Philipp Oswald      | Tristan-Samuel Weissborn | Wolfgang Thiem        |
| 4       | Rusia     | Daniil Medvedev    | 4       | Andrei Rubliov        | 8   | Aslan Karatsev      | Evgeny Donskoy           | Evgeny Donskoy        |
| 5       | Grecia    | Stefanos Tsitsipas | 6       | Michail Pervolarakis  | 462 | Markos Kalovelonis  | Petros Tsitsipas         | Apostolos Tsitsipas   |
| 6       | Germania  | Alexander Zverev   | 7       | Jan-Lennard Struff    | 37  | Kevin Krawietz      | Andreas Mies             | Mischa Zverev         |
| 7       | Argentina | Diego Schwartzman  | 9       | Guido Pella           | 44  | Horacio Zeballos    | Máximo González          | Diego Schwartzman     |
| 8       | Italia    | Matteo Berrettini  | 10      | Fabio Fognini         | 17  | Simone Bolelli      | Andrea Vavassori         | Vincenzo Santopadre   |
| 9       | Japonia   | Kei Nishikori      | 10 (PR) | Yoshihito Nishioka    | 57  | Ben McLachlan       | Toshihide Matsui         | Max Mirnyi            |
| 10      | Franța    | Gaël Monfils       | 11      | Benoît Paire          | 28  | Nicolas Mahut       | Édouard Roger-Vasselin   | Richard Ruckelshausen |
| 11      | Canada    | Denis Shapovalov   | 12      | Milos Raonic          | 14  | Steven Diez         | Peter Polansky           | Peter Polansky        |
| 12 (WC) | Australia | Alex de Minaur     | 23      | John Millman          | 38  | John Peers          | Luke Saville             | Lleyton Hewitt        |

- Clasamentele sunt începând cu 1 februarie 2021.

## Etapa eliminatorie

### Tabloul principal
|  | Semifinale | Semifinale | Semifinale |        |   | Finală | Finală | Finală |  |
|  |            |            |            |        |   |        |        |        |  |
|  | 6          | Germania   | 1          |        |   |        |        |        |  |
|  | 6          | Germania   | 1          |        |   |        |        |        |  |
|  | 4          | Rusia      | 2          |        |   |        |        |        |  |
|  | 4          | Rusia      | 2          |        | 4 | Rusia  | 2      |        |  |
|  |            |            |            |        | 4 | Rusia  | 2      |        |  |
|  |            |            | 8          | Italia | 0 |        |        |        |  |
|  | 8          | Italia     | 8          | Italia | 0 | 3      |        |        |  |
|  | 8          | Italia     |            |        |   |        |        |        |  |
|  | 2          | Spania     | 0          |        |   |        |        |        |  |

### Semifinale

#### Germania vs. Rusia
| · Germania · 1 | 6 februarie 2021 | 6 februarie 2021                                                    | · Rusia · 2 |      |     |  |
| \| \| \| \| 1 \| 2 \| 3 \| \| \| - \| \| ------------------------------------------------------------------- \| --- \| ---- \| --- \| \| \| 1 \| \| Jan-Lennard Struff Andrei Rubliov \| 6 3 \| 1 6 \| 2 6 \| \| \| 2 \| \| Alexander Zverev Daniil Medvedev \| 6 3 \| 3 6 \| 5 7 \| \| \| 3 \| \| Kevin Krawietz / Jan-Lennard Struff Evgeny Donskoy / Aslan Karatsev \| 6 3 \| 7 62 \| \| \| |                  |                                                                     |             |      |     |  |
| |                  |                                                                     | 1           | 2    | 3   |  |
| 1 | Germania · Rusia | Jan-Lennard Struff Andrei Rubliov                                   | 6 3         | 1 6  | 2 6 |  |
| 2 | Germania · Rusia | Alexander Zverev Daniil Medvedev                                    | 6 3         | 3 6  | 5 7 |  |
| 3 | Germania · Rusia | Kevin Krawietz / Jan-Lennard Struff Evgeny Donskoy / Aslan Karatsev | 6 3         | 7 62 |     |  |

#### Italia vs. Spania
| · Italia · 3 | 6 februarie 2021 | 6 februarie 2021                                                          | · Spania · 0 |     |     |     |
| \| \| \| \| 1 \| 2 \| 3 \| \| \| - \| \| ------------------------------------------------------------------------- \| --- \| --- \| --- \| --- \| \| 1 \| \| Fabio Fognini Pablo Carreño Busta \| 6 2 \| 1 6 \| 6 4 \| \| \| 2 \| \| Matteo Berrettini Roberto Bautista Agut \| 6 3 \| 7 5 \| \| \| \| 3 \| \| Simone Bolelli / Andrea Vavassori Pablo Carreño Busta / Marcel Granollers \| \| \| \| w/o \| |                  |                                                                           |              |     |     |     |
| |                  |                                                                           | 1            | 2   | 3   |     |
| 1 | Italia · Spania  | Fabio Fognini Pablo Carreño Busta                                         | 6 2          | 1 6 | 6 4 |     |
| 2 | Italia · Spania  | Matteo Berrettini Roberto Bautista Agut                                   | 6 3          | 7 5 |     |     |
| 3 | Italia · Spania  | Simone Bolelli / Andrea Vavassori Pablo Carreño Busta / Marcel Granollers |              |     |     | w/o |

### Finală

#### Rusia vs. Italia
| · Rusia · 2 | 7 februarie 2021 | 7 februarie 2021                                                  | · Italia · 0 |     |   |              |
| \| \| \| \| 1 \| 2 \| 3 \| \| \| - \| \| ----------------------------------------------------------------- \| --- \| --- \| - \| ------------ \| \| 1 \| \| Andrei Rubliov Fabio Fognini \| 6 1 \| 6 2 \| \| \| \| 2 \| \| Daniil Medvedev Matteo Berrettini \| 6 4 \| 6 2 \| \| \| \| 3 \| \| Evgeny Donskoy / Aslan Karatsev Simone Bolelli / Andrea Vavassori \| \| \| \| nu s-a jucat \| |                  |                                                                   |              |     |   |              |
| |                  |                                                                   | 1            | 2   | 3 |              |
| 1 | Rusia · Italia   | Andrei Rubliov Fabio Fognini                                      | 6 1          | 6 2 |   |              |
| 2 | Rusia · Italia   | Daniil Medvedev Matteo Berrettini                                 | 6 4          | 6 2 |   |              |
| 3 | Rusia · Italia   | Evgeny Donskoy / Aslan Karatsev Simone Bolelli / Andrea Vavassori |              |     |   | nu s-a jucat |